# Du sang et des larmes
Cet article possède un paronyme, voir Du sang, du labeur, des larmes et de la sueur.
Pour plus de détails, voir Fiche technique et Distribution.
Du sang et des larmes ou Le Seul Survivant au Québec (Lone Survivor) est un film de guerre américain écrit et réalisé par Peter Berg et sorti en 2013.
Il s'agit d'une adaptation du livre Le Survivant paru en 2007 et inspiré de faits réels ayant eu lieu en Afghanistan le 28 juin 2005, retrace l'échec de l'opération Red Wings des SEALs contre les talibans.

## Synopsis
Marcus, Mike, Matt et Danny sont quatre soldats des SEALs, une unité d'élite de la marine des États-Unis. Ils ont pour mission d'éliminer Ahmad Shah, haut responsable taliban responsable de la mort de vingt militaires de la Navy une semaine plus tôt. Ils se font déposer en hélicoptère et marchent jusqu'aux alentours du village où se trouve la cible.
Alors que les soldats se sont installés sur les hauteurs environnantes, des bergers les découvrent. Dans l'impossibilité de contacter leur base militaire pour obtenir des ordres, ils décident de relâcher les bergers, et annulent la mission. Les talibans du village sont prévenus de la présence des soldats américains, ils se mettent en chasse.
Trois des quatre soldats se font tuer dans le combat qui suit. Un hélicoptère venu à leur secours est atteint par une roquette et s'écrase, tuant tous ses passagers. Marcus, le seul survivant, est récupéré par des Afghans et emmené dans un village où il est protégé, en vertu d'un code d'honneur ancestral pachtoune le Pachtounwali, qui prône l'hospitalité vis-à-vis de l'étranger ou amelmastia. Il prévient l'armée de sa présence. Les talibans attaquent le village mais les villageois résistent. L'armée intervient pendant l'assaut et repousse les assaillants. Marcus est évacué et survit à ses blessures.

## Fiche technique
- Titre original : Lone Survivor
- Titre français : Du sang et des larmes
- Titre québécois : Le Seul Survivant
- Réalisation et scénario : Peter Berg, d'après Le Survivant de Marcus Luttrell et Patrick Robinson
- Musique : Steve Jablonsky et Explosions in the Sky
- Direction artistique : Tom Duffield
- Décors : Austin Gorg
- Costumes : Casey Storm
- Montage : Wylie Stateman
- Photographie : Tobias A. Schliessler
- Production : Randall Emmett, George Furla, Peter Berg, Sarah Aubrey, Norton Herrick, Barry Spikings, Akiva Goldsman, Mark Wahlberg, Stephen Levinson et Vitaly Grigoriants
- Sociétés de production : Foresight Unlimited, Emmett/Furla Films, Film 44 et Universal Pictures
- Sociétés de distribution : Universal Pictures (États-Unis), SND (France)
- Budget : 40 millions de dollars
- Pays de production :  États-Unis
- Langue originale : anglais
- Format : couleur — 35 mm — 2,35:1 — son Dolby Digital / DTS / SDDS / Dolby Atmos
- Genre : guerre
- Durée : 121 minutes
- Dates de sortie :
  - France, Suisse romande : 1er janvier 2014[1],[2]
  - États-Unis : 25 décembre 2013 (sortie limitée)
  - États-Unis : 10 janvier 2014 (sortie nationale)[3]
  - Canada : 10 janvier 2014
- Classification :
  - États-Unis : R
  - France : 
    - Interdiction aux moins de 12 ans avec avertissement (visa d'exploitation n°138538)
    -  Déconseillé aux moins de 16 ans à la télévision

## Distribution
- Mark Wahlberg (VF : Bruno Choël) : le maître Marcus Luttrell
- Taylor Kitsch (VF : Loïc Houdré) : le lieutenant de vaisseau Michael P. Murphy
- Emile Hirsch (VF : Benjamin Jungers) : le second maître Danny Dietz
- Ben Foster (VF : Jean-Christophe Dollé) : le second maître Matthew 'Axe' Axelson
- Eric Bana (VF : Julien Kramer) : le capitaine de corvette Erik S. Kristensen
- Alexander Ludwig (VF : Donald Reignoux) : le quartier maître Shane Patton
- Ali Suliman (VF : Omar Yami) : Gulab
- Sammy Sheik (en) : Tarak
- Jerry Ferrara : Hasslert
- Marcus Luttrell : un membre des SEALs (caméo)
- Dan Bilzerian : Healy

Sources et légende : version française (VF) sur RS Doublage et sur le carton du doublage français du DVD zone 2.

## Production
Le tournage a lieu au Nouveau-Mexique, notamment à Albuquerque et Santa Fe, sur la Kirtland Air Force Base.

## Bande originale
La musique du film est composée par Steve Jablonsky et le groupe Explosions in the Sky. Ils avaient déjà participé au film Friday Night Lights de Peter Berg.
1. Warriors - 2:24
2. Waking Up - 4:50
3. Briefing - 3:18
4. Seal Credo/Landing - 4:00
5. Checkpoints - 4:56
6. The Goat Herders - 5:33
7. The Decision - 4:54
8. Set Them Free - 2:25
9. False Summit - 3:02
10. Murphy's Ridge - 5:41
11. 47 Down - 2:23
12. Axe - 1:52
13. QRF En Route - 2:16
14. Hunted - 2:51
15. Gulab - 2:02
16. Near Beheading - 2:32
17. A Storm Is Coming - 2:07
18. Letter Recieved/Taliban Attacks - 3:51
19. Lone Survivor - 3:38
20. Never, Never, Never Give Up - 2:44

## Accueil

### Critiques
Selon The Hollywood Reporter, Du sang et des larmes a reçu « des critiques largement positives » de la part des critiques de cinéma. Le Los Angeles Times a rapporté que le consensus des critiques était que « le film réussit à donner vie à la mission, bien qu'il évite de sonder les problèmes plus profonds à portée de main ». Le site d'agrégation de critiques Rotten Tomatoes a échantillonné 220 critiques et a donné note d'approbation de 75 %, avec un score moyen de 6,57⁄10. Le consensus critique du site Web se lit comme suit : « Véritable récit du courage militaire et de la survie, Lone Survivor exerce suffisamment de pouvoir viscéral pour atténuer son jingoisme lourd ». Un autre agrégateur de critiques, Metacritic, a attribué au film un score moyen pondéré de 60⁄100, sur la base de 44 critiques de critiques traditionnels, indiquant qu'il s'agit de « critiques mitigées ou moyennes ». Les sondages de CinemaScore menés pendant le week-end d'ouverture de Lone Survivor à grande diffusion ont indiqué que le public masculin et féminin a donné au film un rare « A + » (sur une échelle de A + à F), avec des sondages de sortie montrant que 57 % du public était de sexe masculin, alors que 57 % avaient au moins 30 ans ou plus.
L'accueil en France est plus mitigé, puisque pour treize critiques des sites de presse, le site AlloCiné lui attribue une moyenne de 2.9⁄5.

### Box-office
| Pays ou région    | Box-office      | Date d'arrêt du box-office | Nombre de semaines |
| ----------------- | --------------- | -------------------------- | ------------------ |
| États-Unis Canada | 125 095 601 $   | -                          | -                  |
| France            | 235 370 entrées | -                          | -                  |
| Total mondial     | 154 802 912 $   | -                          | -                  |

## Distinctions

### Récompenses
- Las Vegas Film Critics Society Awards 2013 : meilleur film d'action
- Critics' Choice Movie Awards 2014 :
  - Meilleur film d'action
  - Meilleur acteur dans un film d'action pour Mark Wahlberg
- Screen Actors Guild Awards 2014 : meilleure équipe de cascadeurs

### Nominations et sélections
- AFI Fest 2013
- Oscars du cinéma 2014 :
  - Meilleur montage de son pour Wylie Stateman
  - Meilleur mixage de son pour Andy Koyama, Beau Borders et David Brownlow
- Satellite Awards 2014 : meilleur scénario adapté pour Peter Berg